# Nowa Wieś (Sienno)
Pour les articles homonymes, voir Nowa Wieś.
Nowa Wieś (prononciation : [ˈnɔva ˈvjɛɕ]) est un village polonais de la gmina de Sienno dans le powiat de Lipsko de la voïvodie de Mazovie dans le centre-est de la Pologne.
Le village possède approximativement une population de 217 habitants en 2009.

## Histoire
De 1975 à 1998, le village appartenait administrativement à la voïvodie de Radom.